# Distrito de Iquitos
El distrito de Iquitos es uno de los once que conforman la provincia de Maynas en el departamento de Loreto y uno de los cuatro que conforman el Iquitos Metropolitano.
Al ser el centro administrativo y el mayor núcleo urbano del departamento tiene la mayor densidad de población. La ciudad se expandió desde el antiguo centro histórico, donde resaltan las estructuras edificadas durante la fiebre del caucho. 
Desde el punto de vista jerárquico de la Iglesia católica, forma parte del vicariato apostólico de Iquitos.
Este distrito es el centro principal de la economía, comercio y cultura de toda el área metropolitana además de ser un importante foco turístico.

## Historia
El centro poblado del distrito de Iquitos no tiene una fecha de fundación precisa, sin embargo, los documentos indican que inició como una reducción de una misión jesuita alrededor del año 1757. 
Después de que el distrito fuese creado el 7 de febrero de 1866, en 1880, experimentó la fiebre del caucho, la cual generó un rápido crecimiento y densidad de su población. El distrito de Iquitos se había convertido en un ajetreado centro financiero, que gozaba de un notorio movimiento comercial. Después de que el caucho consiguió ser plantado en Malasia y Singapur, el comercio descendió en él, y se dejaron varias edificaciones de estilo europeo.

## Geografía
El distrito de Iquitos abarca una parte de la Gran Planicie y la selva inundable de Iquitos. La geología del distrito es blanda debido a la presencia de un suelo arenoso y arcilloso poco consolidado, el cual exige una compleja ingeniería para construir edificios altos.
En este distrito de la Amazonia peruana habita la etnia quechua, grupo quechua del Napo, autodenominado Napuruna/Kichwaruna.

## Demografía
Actualmente, la estimación poblacional del distrito alberga 155,679 habitantes.
| Censos oficiales | Categorías | Población | Estimado 2024 |
| ---------------- | ---------- | --------- | ------------- |
| INEI 2007        | Urbano     | 155,636   | 155,679 Hab   |
| INEI 2007        | Rural      | 3,387     | 155,679 Hab   |
| INEI 2007        | Total      | 159,023   | 155,679 Hab   |
| INEI 2017        | Urbano     | 144,463   | 155,679 Hab   |
| INEI 2017        | Rural      | 2,390     | 155,679 Hab   |
| INEI 2017        | Total      | 146,852   | 155,679 Hab   |

### Centros poblados
El cuadro muestra los centros poblados rurales que pertenecen al distrito de Iquitos.
| CÓDIGO | CENTROS POBLADOS (INEI 2017) |
| 0002   | MANACAMIRI                   |
| 0003   | FRAY MARTIN                  |
| 0004   | SANTA RITA                   |
| 0005   | SAN JOSE DE LUPUNA           |
| 0006   | TRES UNIDOS                  |
| 0007   | SAN PABLO DE CUYANA          |
| 0008   | HUATURI                      |
| 0009   | LOBOYACU                     |
| 0010   | SAN PEDRO                    |
| 0011   | TARAPOTO                     |
| 0012   | LIBERTAD                     |
| 0013   | AYACUCHO                     |
| 0014   | YARINA                       |
| 0015   | LAGUNAS                      |
| 0017   | MARAVILLA                    |
| 0018   | SHIRIARA                     |
| 0019   | 8 DE OCTUBRE                 |

## Autoridades

### Municipales
- 2019-2022[7]
  - Alcalde: Francisco Sanjurjo Dávila, del Movimiento Esperanza Región Amazónica.
  - Regidores:

  1. Ernesto Dávila Munárriz (Movimiento Esperanza Región Amazónica)
  2. George Anthony Mera Panduro (Movimiento Esperanza Región Amazónica)
  3. Ángel Ricardo Tejedo Huamán (Movimiento Esperanza Región Amazónica)
  4. María Amanda Sevillano Bartra (Movimiento Esperanza Región Amazónica)
  5. Víctor Arturo Jesús Castillo Canani (Movimiento Esperanza Región Amazónica)
  6. María Elena Lau Soria (Movimiento Esperanza Región Amazónica)
  7. Brian Harold Ripalda Larraín (Movimiento Esperanza Región Amazónica)
  8. Edinson Cardozo Zumba (Movimiento Esperanza Región Amazónica)
  9. Daniella Carola Aréstegui Pezzini (Movimiento Esperanza Región Amazónica)
  10. Marisa Alvina Díaz Panduro (Restauración Nacional)
  11. Estheli Margareth Huayunga Ojanama (Restauración Nacional)
  12. Augusto Ontere Barba del Águila (Restauración Nacional)
  13. Genaro Paulo Alvarado Tuesta (Restauración Nacional)
  14. Romeo Wong del Águila (Movimiento Integración Loretana)
  15. Óscar Martín Noriega Rengifo (Movimiento Integración Loretana)